# Паженсько
Паженсько (пол. Parzeńsko, нім. Wollhaus) — село в Польщі, у гміні Новоґрудек-Поморський Мисліборського повіту Західнопоморського воєводства.
Населення — 179 осіб (2011).
У 1975-1998 роках село належало до Гожовського воєводства.

## Демографія
Демографічна структура станом на 31 березня 2011 року:
|          | Загалом | Допрацездатний вік | Працездатний вік | Постпрацездатний вік |
| -------- | ------- | ------------------ | ---------------- | -------------------- |
| Чоловіки | 88      | 23                 | 62               | 3                    |
| Жінки    | 91      | 27                 | 57               | 7                    |
| Разом    | 179     | 50                 | 119              | 10                   |